# 戰慄遊戲
《戰慄遊戲》是一本由史蒂芬·金1987年出版的恐怖小說，內容描述作家與讀者之間鉤心鬥角的心理戰，該書在1990年曾改拍成英语同名電影，其中飾演女主角安妮的凱西·貝茲亦獲得奧斯卡最佳女主角獎。
1987年，曾以為名由皇冠出版社出版。1990年隨著電影的上映，皇冠重出了。兩者皆絕版之後，遠流出版社於2006年7月1日重新出版。中国大陆译作。

## 劇情
剛剛完成自認生平最棒小說《快車》的《苦兒》系列暢銷作家保羅·薛頓（Paul Sheldon），駕著跑車，打算好好放鬆去度假，不料卻遇上一場大風雪，加上酒精影響而遇難，最後由一位中年婦女安妮·維克斯（Annie Wilkes）救起。安妮是保羅《苦兒》系列的頭號書迷，然而保羅卻對安妮有著更深的恐懼。
安妮乍聞保羅將系列主角苦兒·雀斯汀（Misery Chastain）賜死後，要求保羅寫一本《苦兒還魂記》。安妮以藥物控制保羅，保羅若是不從，安妮便以藥物威脅。保羅趁安妮外出時苦思逃脫的方法，然而遭安妮發現後，遭其用斧頭廢其左腳掌與大拇指。保羅身心受創，打算以《苦兒還魂記》的完稿日與安妮一決生死。
《苦兒還魂記》完成後，保羅千方百計終於殺死了安妮，最後得到兩名警員相救。雖然保羅而後順利救回，《苦兒還魂記》也順利出版，但是保羅心理對於安妮始終有著揮之不去的陰霾與惡夢。

## 其他版本

1990年皇冠出版社曾出版的《戰慄遊戲》封面